# 普罗比嗜眼吸虫
普罗比嗜眼吸虫（学名：Philophthalmus problematicus）为嗜眼科嗜眼属的动物。分布于菲律宾以及中国大陆的广东等地，营寄生生活，终末宿主鸡、鸭以及寄生在眼结膜囊。